# پاولوس خفری
پاولوس خُفری (سریانی: ܦܘܠܘܣ ܟܦܪܝ)، آهنگساز، ترانه‌سرا و نقاش ایرانی/عراقی بود. او در هفت اوت، ۱۹۲۳ در بغداد، عراق به دنیا آمد و در مه ۲۰۰۰ در سن ۷۷ در تهران از دنیا رفت. او پدر مارگانیتا خفری موسیقیدان آشوری بود.

## زندگی‌نامه
پدر پائولس خوفری، جبرائیل خوفری و مادرش ویکتوریا آشوری و اصالتاً ایرانی بودند. آنها در جریان نسل‌کشی آشوریان در جنگ جهانی اول از ایران فرار کردند و به عراق مهاجرت کردند و سال‌ها در آنجا زندگی کردند. در سال ۱۹۲۸، خانواده خوفری به ایران بازگشتند و در کرمانشاه و در غرب ایران ساکن شدند. خوفری در کرمانشاه بزرگ شد و از دبیرستان در آنجا فارغ‌التحصیل شد.
پدر خوفری نوازنده آکاردئون بود که الهام‌بخش پسرش برای نوازندگی و موسیقی بود. خفری خیلی زود شروع به توسعه موسیقی عامیانه آشوری به سبک کلاسیک کرد. سرانجام، این امر منجر به تأسیس گروه موسیقی آشوری شد که کنسرتهای زیادی را برای جامعه آشوریان در کرمانشاه اجرا کرد.
خوفری تحصیلات موسیقی خود را در زمینه آهنگسازی از طریق دوره‌های نامه نگاری از ایالات متحده آمریکا ادامه داد و سرانجام از مدرسه موسیقی ایالات متحده، مدرسه مکاتبات واقع در پورت واشینگتن، نیویورک، دیپلم آهنگسازی و هارمونی گرفت. خوفری سالها گروه کر کلیسای کاتولیک سنت ژوزف را در تهران اداره می‌کرد و همچنین هنگام کار در شرکت نفت ایران تا زمان بازنشستگی در کنار آن پیانو و موسیقی آموزش می‌داد.
خوفری برای سرودن بسیاری از ترانه‌های محلی آشوری به دو زبان آشوری نو و فارسی شناخته می‌شود. او که یک نقاش چیره‌دست نیز بود، در کنار موسیقی، مناظر روستاهای ارومیه را با جوهر سیاه یا آب‌رنگ نیز می‌کشید.
در سال ۱۹۸۵، بنیاد آشوریان آمریکا، در برکلی، کالیفرنیا، به وی جایزه ای برای قدردانی از کار او در موسیقی بومی آشوری اعطا کرد.

## موسیقی آوازی
- کتاب شماره 1 Yoomani'd Eda Soora (روزهای کریسمس) برای پیانو و آواز (مصور)، ۱۹۷۲
- کتاب شماره ۲ زمخراخ اخدادی (باهم بخوانیم) توم ۱ برای پیانو و آواز (مصور)، ۱۹۸۲
- کتاب شماره 3 Sheeta'd IsreI Arba Yakhi (۲۴ ماه در سال) دو ترانه برای هر ماه از سال با تصاویر، ۱۹۸۲
- کتاب شماره ۴ زامرخ میخدادی (با هم آواز بخوانیم) آهنگ بومی کلاسیک Tome 2 برای ۲، ۳ و ۴ صدا، ۱۹۸۴
- کتاب شماره 5 Galli'd Zoomari Tome ۳ برای پیانو و آواز (مصور)، ۱۹۸۸
- کتاب شماره ۶ زمور بلیشانوخ (به زبان مادری خود بخوانید) برای خوانندگان جوان، ۱۹۹۸
- کتاب شماره ۷ آوازهای ستایش توم ۱ برای ارگان و آواز، ۱۹۸۸

## موسیقی بدون کلام
- کتاب شماره 1 Braghala'd Nemati Tome 2 No. ۱ برای پیانو، ۱۹۷۰
- کتاب شماره 2 Braghala'd Nemati Tome 2 No. ۲ برای پیانو، ۱۹۸۰
- کتاب شماره ۳ موسیقی فولکلور Assyrt Tome 1 برای پیانو، ۱۹۸۴
- کتاب شماره ۴ نعمتی Mbazgha Tome 1 شماره ۱ برای پیانو، ۱۹۸۷
- کتاب شماره 5 Braghala'd Nemati Tome 2 No. ۱ پیانو، ویولن، فلوت، گیتار ۱۹۸۸ این کتاب شامل پنج قسمت است: شماره ۱ سونات در ژ مینور برای ویولن و ویولنسل، تقدیم به استاد ویلیام دانیل، آهنگساز و نویسنده آشوری شماره ۲ سوناتا در G ماژور برای پیانو، ساخته شده در زوریخ، سوئیس، اختصاص داده شده به عیسی بنیامین، خوشنویس مشهور آشوری؛ شماره فانتازیا ۳ در ژ مینور برای فلوت و گیتار، تقدیم به آقای سیمون تومیک، گیتارنواز کلاسیک؛ شماره ۴ سوئیت در مینور برای ویولن، فلوت، گیتار و پیانو، با عنوان Braghala min Toora، تقدیم به کوهنوردان آشور؛ شماره 5 Dipna'd Aina (نزدیک چشمه) در D Major برای فلوت، گیتار و پیانو.

## موسیقی ارکسترال
- کتاب شماره ۱ مجموعه پایکوبی‌های کلاسیک آشوری، مه ۱۹۹۸
- کتاب شماره ۲ حماسه گیلگمش، مه ۱۹۹۸